# Pritchardia remota
Espèce
Synonymes
- Eupritchardia remota (Kuntze) Kuntze[1]
- Pritchardia aylmer-robinsonii H.St.John[1]
- Styloma remota (Kuntze) O.F.Cook[1]
- Washingtonia remota Kuntze[1]

Statut de conservation UICN

 EN A2ce, B1+2abcde, C1+2a : En danger
 (1998 - needs updating) 
Pritchardia remota est une espèce de plantes de la famille des Arecaceae. Elle est endémique d'Hawaï

## Liste des sous-espèces
Selon Tropicos (11 avril 2019) :
- sous-espèce Pritchardia remota subsp. remota

## Publication originale
- Malesia Raccolta ... 3: 294. 1890.